# Puangue

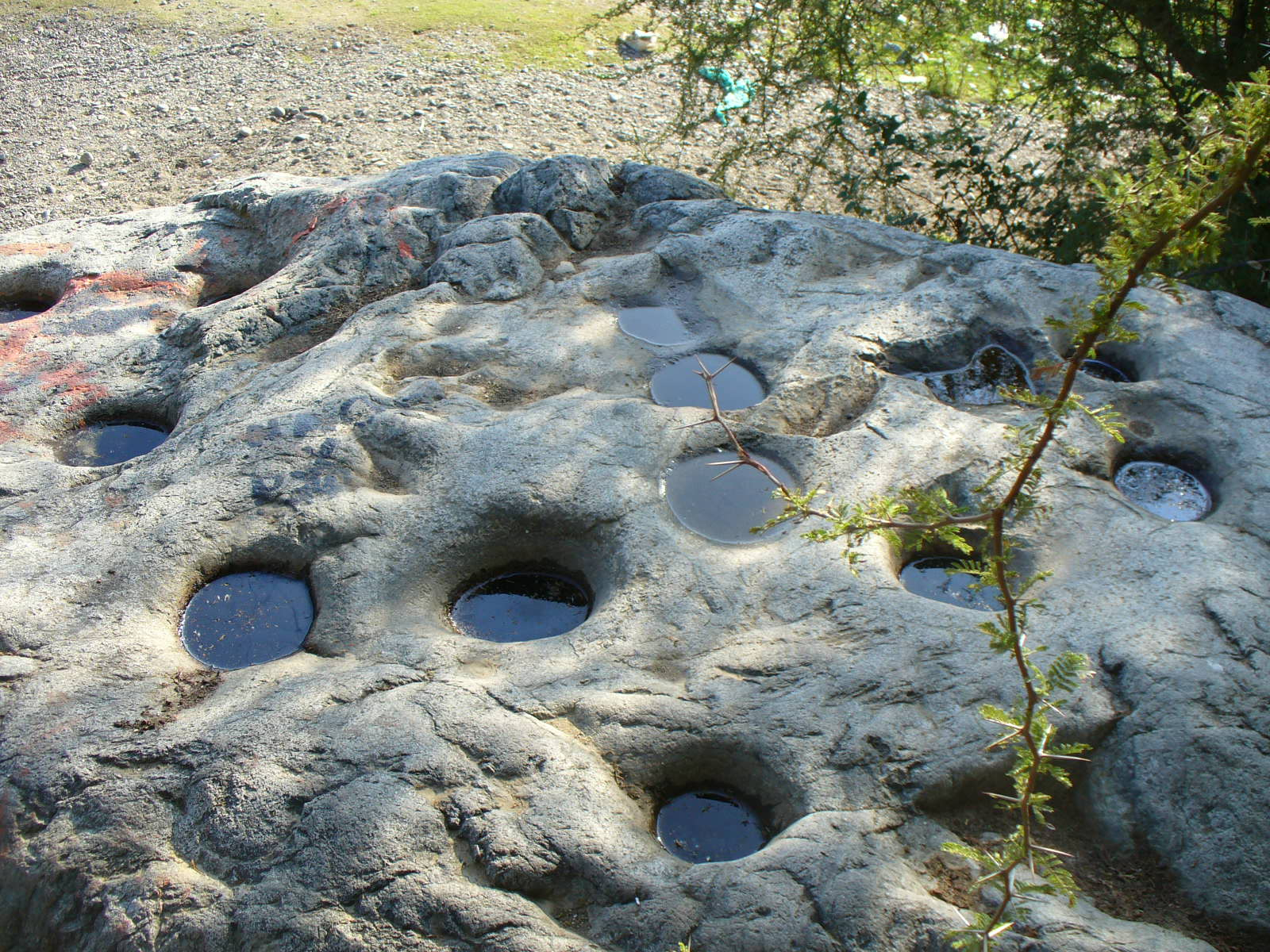
Piedras tacitas que servían para moler el trigo y semillas a la Tradición Bato y Cultura Llolleo, en las cercanías de Río Puangue.

Puangue (del mapudungún: Poangue ‘En la cara’)  es un caserío de la comuna de Melipilla en la Región Metropolitana, Chile. Se ubica a orillas del Río Puangue que nace en Colliguay. La Autopista del Sol la cruza.

## Pueblo de indios de Pico
Basado en la localización del Pago de Pico, sede de los Picones, posteriormente fue un Pueblo de indios que se extinguió por la rapacidad de los encomenderos españoles. La desaparición de los Picones estuvo a la política de usurpación y enajenación territorial en los primeros años de la colonia que hicieron desaparecer importantes pueblos de indios o comunidades indígenas debido al traslado y despoblamiento de territorios, como también pasó con el pueblo de indios de Rapel  en el valle del Puangue, cuya suerte fue la desaparición, sin que las mensuras del siglo XVII llegaran a constituir la propiedad de sus tierras, y tampoco existieron reclamos reivindicativos en los años siguientes. Este último corrió igual destino, en 1584 aparecía cercado por las tierras de su encomendero y en 1628 aparece extinguido por la usurpación de sus tierras y traslado de la mano de obra encomendada.

## Diccionario Geográfico de Chile de 1899
Puangue.-— Riachuelo del departamento de Melipilla con origen en la vertiente sudoeste de los cerros de la Vizcacha y Colliguay al extremo del NE. del mismo departamento. Corre hacia el S. por entre esa serranía y por el abra de Carén y Lepe, en la que tiene una notable cascada, hasta pasado Curacaví; y de aquí prosigue hacia el SO. por María Pinto y los fundos de su nombre, de San Diego y de la Junta, y va á morir poco después en la margen del N. del río Maipo á 16 kilómetros al O. de la ciudad de Melipilla y seis ó siete hacia el E. de la aldea de Cuncumén al cabo de unos 90 de curso. Es ordinariamente de escaso caudal, y de márgenes bajas y fértiles en más de su mitad inferior. Se tiene el nombre por alteración de pupangue, que significa los pangues, planta acuática (Gunnera scabra).
 Entrada de Puangue en el Diccionario Geográfico de la República de Chile  (1899) de Francisco Solano Asta-Buruaga y Cienfuegos.

## Hermanas Carmelitas Descalzas
En el lugar hay un convento de las Hermanas Carmelitas Descalzas de Puangue.

## Flora y Fauna
Tienes especies propias como la Adesmia balsamica o Colla .